# Elegant Gothic Lolita
Elegant Gothic Lolita(EGL) é um tipo da roupa de estilo de moda Lolita criada pelo músico e desenhista demoda japonês Mana. Mana tem sua própria loja de EGL, Moi-même-Moitié. Ele tem ramais em Shinjuku e Hiroshima, assim como sua loja online.
É comumente confundido como o termo geral de moda Lolita e estilo Gothic Lolita na cultura de Lolita Ocidental. O nome "EGL" aplica somente à roupa no estilo Elegant Gothic Lolita, não a moda Lolita em geral. O nome diferente reflete a prevalência de cores brancas, pretas, e escuras em geral comuns à moda de gótica.
O EGL compõe a metade das linhas de moda de Moi-même-Moitié; o outro que pela metade é EGA, ou Aristocrata Gótico Elegante, que se diferencia de EGL em que ele é uma linha andrógina da moda que satizfaz ambos os sexos e é geralmente considerada ser o duplo mais maduro.